# Anna Danysz
Anna Danysz (ur. 25 lipca 1845 w Poznaniu, zm. 26 czerwca 1907 tamże) – nauczycielka, kierowniczka szkoły.

## Życiorys
Urodziła się w rodzinie Ignacego Danysza i Pauliny Danysz (z d. Rehfeld). Po ukończeniu pensji dla dziewcząt Katarzyny Poplińskiej w Poznaniu objęła tam posadę nauczycielski. Po śmierci Poplińskiej w roku 1871 przejęła szkołę wraz z siostrą Anastazją. Szkoła ta odtąd znana była jako Pensja panien Danysz. Jej dyrektorem, z ramienia władz, do roku 1893 był Marceli Motty, administracją szkoły zajmowała się Anastazja, a Anna objęła kierownictwo naukowo-dydaktyczne. W 1893 r. Marceli Motty złożył rektorat na rzecz Anny Danysz po zdaniu przez nią egzaminu na przełożoną.
Anna Danysz zmarła w Poznaniu 26 czerwca 1907 i została pochowana na cmentarzu Zasłużonych Wielkopolan. Jej imię nosi jedna z ulic Poznania (Podolany).